# آن روزهای خوش کودکی
آن روزهای خوش کودکی (انگلیسی: Them Was the Happy Days!) یک فیلم کمدی صامت کوتاه به کارگردانی هال روچ است که در سال ۱۹۱۶ منتشر شد.

## بازیگران
- هارولد لوید
- اسناب پالرد
- ببه دنیلز
- دی لمپتون